# Galumna iranensis
Galumna iranensis är en kvalsterart som beskrevs av Sandór Mahunka 200. Galumna iranensis ingår i släktet Galumna och familjen Galumnidae. Inga underarter finns listade i Catalogue of Life.